# Paradoxosisyra groehni
Paradoxosisyra groehni — викопний вид сітчастокрилих комах родини сизирид (Sisyridae), що існував у крейдовому періоді.

## Історія дослідження
Комаха відома з єдиного зразка самиці, що виявлений у бірманському бурштині. Мінерал був знайдений у штаті Качин у М'янмі. За даними уран-свинцевого датування, вік скам'янілості становить приблизно 98,79 ± 0,62 млн років. Вид описаний російським палеонтологом Володимиром Макаркіним у 2016 році. Опис було опубліковано в журналі «Cretaceous Research». На основі будови гонококсита (статевого придатка черевця) вид віднесений до родини Sisyridae.
Родова назва Paradoxosisyra є поєднанням назви сучасного роду Sisyra і давньогрецького слова «παράδοξος», що означає «дивина», — натяк на унікальну будову ротового апарату, яка невідома в інших членів родини. Видова назва P. groehni дана на честь колекціонера бурштину Карстена Грена (Carsten Gröhn), який збирав і просував вивчення балтійського бурштину.

## Опис
Paradoxosisyra мала ротовий апарат у вигляді довгого хоботка. До його складу, крім власне хоботка, утвореного модифікованими максиллами (друга пара щелеп), входив також жорсткий стилет, який є похідною лігули — непарного виросту нижньої губи. В інших комах, які є власниками колючо-смоктального ротового апарата, наприклад, у комарів і клопів, стилети утворені з інших частин ротового апарата, так що в цьому відношенні Paradoxosisyra не має аналогів серед комах. Втім, стилет Paradoxosisyra був досить коротким (всього 0,4 мм), так що комаха могла проколювати лише тонку шкіру амфібій або покриви інших комах.